# Поточное производство
Поточное производство — прогрессивный способ организации производства, характеризующийся расчленением производственного процесса на отдельные, относительно короткие операции, выполняемые на специально оборудованных, последовательно расположенных рабочих местах — поточных линиях.
При обеспечении автоматического перемещения производимых деталей вдоль линии линия называется конвейером, а производство — конвейерным.

## Признаки поточного производства
- Расположение рабочих мест в соответствии с процессом и временем
- Ритмичное выполнение производственных операций
- Согласованность и одновременность выполнения разных операций
- Узкая специализация рабочих мест по операциям
- Высокая степень непрерывности производственного процесса
- Параллельность осуществления операций технологического процесса

Массовое производство характеризуется узкой номенклатурой и большим объёмом выпуска изделий, непрерывно изготавливаемых или ремонтируемых в течение продолжительного времени. Коэффициент закрепления операций в соответствии с ГОСТ 3.1108-74 для массового производства равен или меньше единицы. Таким образом на каждом рабочем месте закрепляется выполнение одной постоянно повторяющейся операции. При этом используется специальное высокопроизводительное оборудование, которое расставляется по поточному принципу (то есть по ходу технологического процесса) и во многих случаях связывается транспортирующими устройствами и конвейерами с постами промежуточного автоматического контроля, а также промежуточными складами-накопителями заготовок, снабжёнными автоматическими перегружателями (роботами-манипуляторами). Последние обеспечивают смену заготовок на отдельных рабочих местах и пунктах контроля. Используются высокопроизводительные многошпиндельные автоматы и полуавтоматы, сложные станки с ЧПУ и обрабатывающие центры. Широко применяются автоматические линии и автоматизированные производственные системы, управляемые ЭВМ.
Значительное применение находит высокопроизводительная технологическая оснастка, инструменты из синтетических сверхтвёрдых материалов и алмазов и фасонные инструменты всех видов.
Широко используются точные индивидуальные исходные заготовки с минимальными припусками на механическую обработку (литье под давлением и высокоточное литье, горячая объемная штамповка и прессовка, калибровка и чеканка и т. д.)
Требуемая точность достигается методом автоматического получения размеров при обработке на металлорежущем оборудовании и методом полной взаимозаменяемости при реализации технологического процесса сборки. Только в отдельных случаях применяется селективная сборка, обеспечивающая групповую взаимозаменяемость.
Средняя квалификация рабочих в современном массовом производстве ниже, чем в единичном. На настроенных станках работают рабочие-операторы сравнительно низкой квалификации. Одновременно в цехах работают высококвалифицированные наладчики станков, специалисты по электронной технике и пневмогидроавтоматике.
Дальнейшее развитие автоматизации приведёт к уменьшению общего числа рабочих за счёт сокращения малоквалифицированных специалистов, и в перспективе полностью автоматизированные производства будут обслуживаться минимальным числом высококвалифицированных специалистов-наладчиков сложного оборудования.
Технологическая документация массового производства разрабатывается самым подробным образом. Технические нормы тщательно рассчитываются и подвергаются экспериментальной проверке.

## Преимущества поточного производства
- повышение производительности труда[2];
- сокращение длительности производственного цикла;
- уменьшение заделов незавершенного производства и ускорение оборачиваемости оборотных средств;
- повышение качества изделий, снижение дефектности;
- снижение себестоимости изделий.

## Недостатки поточного производства
- узкая номенклатура выпускаемых изделий;
- необходимость остановить и перенастроить работу поточной линии для внесения модификаций в выпускаемый продукт;
- окупается только при высоких объемах выпуска.